# Modrásek obecný
Modrásek obecný (Plebejus idas) je druh denního motýla z čeledi modráskovitých (Lycaenidae). Rozpětí jeho křídel je 25 až 32 mm. Samci mají modrá křídla s úzkými tmavými lemy. Samice jsou hnědé a na zadních křídlech mají oranžové příkrajní skvrny, které jsou více či méně výrazné. Na rubu zadních křídel mají obě pohlaví při vnějším okraji oranžový pruh a černé příkrajní skvrny, které jsou pokryté modrými šupinami. Motýl je velmi podobný dalším druhům rodu Plebejus. Samci modráska obecného se od samců modráska černolemého (Plebejus argus) odlišují především užšími tmavými lemy. Od modráska podobného (Plebejus argyrognomon) se dá modrásek obecný s jistotou odlišit pouze podle kopulačních orgánů.

## Výskyt
Motýl je rozšířený od Pyrenejského poloostrova přes celou Evropu, Asii až po Severní Ameriku. V České republice se v minulosti vyskytoval hlavně v nižších polohách a pahorkatinách. V současné době je jeho výskyt potvrzen jen z vřesovišť v severních Čechách (bývalý vojenský výcvikový prostor Ralsko) a na střední a jižní Moravě. Obývá sušší stanoviště jako jsou vřesoviště, paseky a okraje lesních cest, písčiny, pískovny a lomy.

## Chování a vývoj
Živnými rostlinami modráska obecného jsou kručinka chlupatá (Genista pilosa), jetel luční (Trifolium pratense), tolice dětelová (Medicago lupulina), janovec metlatý (Cytisus scoparius), úročník bolhoj (Anthyllis vulneraria), komonice bílá (Melilotus albus), čičorka pestrá (Securigera varia), štírovník růžkatý (Lotus corniculatus) a vřes obecný (Calluna vulgaris). Samice klade vajíčka jednotlivě na živné rostliny. Mladé housenky zprvu vytvářejí okénkovité požerky na listech. Později je konzumují celé. Tento druh modráska je obligátně myrmekofilní. Jeho housenky a kukly vyžadují pravidelnou péči od mravenců rodu (Lasius) a (Formica). V nižších polohách a v teplejších oblastech je motýl dvougenerační (bivoltinní) a jeho dospělce lze pozorovat od června do července a od srpna do září. Ve vyšších polohách a v chladnějších oblastech je motýl jednogenerační (monovoltinní) s letovou periodou od července do srpna. Přezimuje vyvinutá housenka ve vajíčku.

## Ochrana a ohrožení
V České republice patří modrásek obecný mezi kriticky ohrožené druhy. Motýla ohrožuje především zarůstání vhodných stanovišť.